# Годфри, Эдмунд Берри
Сэр Эдмунд Берри Годфри (23 декабря 1621 — 12 октября 1678) — английский судья, чья таинственная смерть стала основанием для мистификации папистского заговора в Англии, организованного Титусом Оутсом.
Родился, скорее всего, в Селлиндже, Кент, учился в Вестминстерской школе и Крайст-Чёрч в Оксфорде, затем вступил в Грейс-Инн (одну из судебных инн), какое-то время успешно занимался торговлей лесом и углём. Впоследствии стал судьёй в Вестминстере, в сентябре 1666 года получил рыцарское звание за исполнение судебных и гражданских обязанностей во время чумы в Лондоне, но в 1669 году был на несколько дней заключён в тюрьму за арест королевского врача, сэра Александра Фрейзера, который должен был ему деньги. Имел репутацию справедливого судьи и мецената.
Был ярым сторонником протестантской религии и противником католицизма. В 1678 году Титус Оутс и его сообщники представили ему информацию о якобы существующем Папистском заговоре и поклялись в истинности своих слов. Также они уверяли Годфри, что его жизнь подвергается опасности, но Годфри не предпринял никаких дополнительных мер для обеспечения собственной безопасности.
Вечером 12 октября 1678 года он не вернулся домой, а 17 октября было обнаружено его мёртвое тело. После обследования тела врачи заявили, что Годфри точно был убит, и это привело к убеждённости общества в том, что папистский заговор реален. Последовала волна арестов католиков и массовая антикатолическая истерия. В действительности же Папистский заговор был выдумкой Титуса Оутса.
Убийство Годфри не раскрыто до сих пор. Различные английские историки выдвигали разные версии произошедшего, в том числе о том, что это могло быть самоубийство.